# Дармон, Пьер
Пьер Дармо́н (фр. Pierre Darmon; р. 14 января 1934, Тунис) — французский теннисист и спортивный функционер, муж Росы Марии Рейес-Дармон.
- Финалист международного чемпионата Франции в одиночном и Уимблдонского турнира в мужском парном разряде (оба — 1963)
- Призёр показательного теннисного турнира Олимпийских игр 1968 года в мужском и смешанном парном разряде
- Рекордсмен сборной Франции в Кубке Дэвиса по общему количеству побед в играх и количеству побед в одиночном разряде
- После окончания игровой карьеры — турнирный директор Открытого чемпионата Франции, директор Европейского бюро Ассоциации теннисистов-профессионалов (АТР) и член совета директоров АТР
- Член Международного еврейского спортивного зала славы с 1997 года.

## Игровая карьера
Начав теннисную карьеру в середине 1950-х годов, Пьер Дармон оставался лидером французского мужского тенниса на протяжении более чем десяти лет, с 1957 по 1969 год, неизменно занимая во французском внутреннем рейтинге первое место (в первый и последний год этого периода разделив верхнюю строчку). За этот период Дармон девять раз выигрывал национальный чемпионат Франции, а в 1963 году дошёл до финала в одноименном международном турнире, где проиграл Рою Эмерсону. Этот же год стал для него самым удачным в Уимблдонском турнире, где Дармон дошёл до финала в мужском парном разряде; его партнёром на этом турнире был соотечественник Жан-Клод Барклай, а остановила их в финале мексиканская пара Рафаэль Осуна-Антонио Палафокс.
В менее престижных турнирах Дармон одержал целый ряд побед, завоёвывая титулы в том числе в Монте-Карло (в 1962 и 1963 годах), Ницце, Экс-ан-Провансе, Ноттингеме, Кёльне, Кицбюэле и Сантьяго. В 1967 году он выиграл зимний международный турнир в Москве, где в финале победил Александра Метревели. На Олимпиаде в Мехико в 1968 году Дармон участвовал в показательном и выставочном теннисных турнирах; в первом он занял третье место в мужском парном разряде (с мексиканцем Хоакином Лойо-Майо), а во втором пробился с ним же в финал в мужских парах после побед над соперниками из США и СССР, а в миксте поделил третье место в паре со своей женой, уроженкой Мексики Росой Марией Рейес-Дармон (в показательном турнире они проиграли матч за «бронзу»).
С 1956 по 1967 годы Дармон выступал за сборную Франции в Кубке Дэвиса. За это время он участвовал в 34 матчах и провёл в общей сложности 68 игр. По общему количеству побед (47) и по количеству побед в одиночном разряде (44 из 61) он остаётся рекордсменом сборной Франции по сей день. При участии Дармона сборная Франции дважды (в 1964 и 1966 годах) доходила до финала Европейской зоны, но там уступила сначала шведам, а затем бразильцам. В 2002 году Международная федерация тенниса отметила преданность Пьера Дармона идеалам Кубка Дэвиса специальной наградой.

## Участие в финалах турниров Большого шлема за карьеру

### Одиночный разряд (1)
Поражение (1)
| Год  | Турнир            | Покрытие | Соперник в финале | Счёт в финале      |
| ---- | ----------------- | -------- | ----------------- | ------------------ |
| 1963 | Чемпионат Франции | Грунт    | Рой Эмерсон       | 6-3, 1-6, 4-6, 4-6 |

### Мужской парный разряд (1)
Поражение (1)
| Год  | Турнир              | Покрытие | Партнёр          | Соперники в финале             | Счёт в финале      |
| ---- | ------------------- | -------- | ---------------- | ------------------------------ | ------------------ |
| 1963 | Уимблдонский турнир | Трава    | Жан-Клод Барклай | Рафаэль Осуна Антонио Палафокс | 6-4, 2-6, 2-6, 2-6 |

## Административная карьера
После окончания в 1969 году активной игровой карьеры Пьер Дармон не ушёл из тенниса, продолжая заниматься административной работой. Он был директором Открытого чемпионата Франции с 1969 по 1978 год. В Ассоциации теннисистов-профессионалов (АТР) Дармон занимал пост директора Европейского бюро в 1973 году, а с 1974 по 1979 год входил в совет директоров этой организации и в Международный совет по мужскому профессиональному теннису.
С 1979 по 1990 год Дармон возглавлял европейский филиал фирмы ProServ, производившей спортивное (в первую очередь теннисное) оборудование. С 1990 года он вернулся в Европейское бюро АТР в качестве генерального директора и занимал эту должность до 1996 года. С 2004 по 2013 год Дармон был президентом французской секции Совета международных клубов.